# Derek Deane
Derek Deane (Redruth, 18 giugno 1953) è un ex ballerino e direttore artistico britannico.

## Biografia
Nato e cresciuto in Cornovaglia, Derek Deane ha studiato danza alla Royal Ballet School e nel 1972 si è unito al Royal Ballet. Nel 1977 è stato promosso al rango di solista, mentre nel 1980 è stato proclamato primo ballerino della compagnia. Nei suoi anni con la compagnia ha danzato le opere di alcuni dei maggiori coreografi del XX secolo, tra cui Kenneth MacMillan, Frederick Ashton, George Balanchine, Hans van Manen, John Neumeier, Glen Tetley, Rudol'f Nureev, Peter Wright e David Bintley. Ha dato il suo addio alle scene nel 1989 all'età di trentasei anni.
Nel 1990 è diventato vice direttore artistico e coreografo residente del Teatro dell'Opera di Roma e poi direttore artistico dell'English National Ballet, una carica che ha mantenuto dal 1993 al 2001. Nei primi anni duemila ha lavorato spesso in Italia, ricreando le  coreografie di MacMillan per il Romeo e Giulietta al Teatro San Carlo nel 2003 e quelle de La Bayadère e Il regno delle ombre l'anno successivo. Per la sua attività sulle scene londinesi ha ricevuto due candidature al Laurence Olivier Award per l'eccellenza nella danza.